# 天主教卡亞俄教區
天主教卡亞俄教區（拉丁語：Dioecesis Callaënsis）是秘魯一個羅馬天主教教區，屬利馬總教區。
教區於1967年4月29日成立，位於卡亞俄大區，2006年時有852,000名教友（佔轄區總人口87.9%）、四十七個堂區和102名司鐸。
教區主教現時出缺，宗座署理為羅伯特·法蘭西斯·普瑞弗斯特，榮休主教為荷西·路易斯·德爾帕拉齊奧-佩雷斯-梅德爾。